# Processionnaire pinivore
Thaumetopoea pinivora
Espèce
La Processionnaire pinivore, Thaumetopoea pinivora, est une espèce de lépidoptères (papillons) appartenant à la famille des Notodontidae, à la sous-famille des Thaumetopoeinae.
Elle porte le nom de Processionnaire pinivore sous sa forme chenille. Ces chenilles sont connues pour les poils urticants qu'elles projettent ou disséminent sur leur chemin, causant des réactions allergiques souvent intenses, pouvant aller jusqu'au choc anaphylactique chez certaines personnes.
- Répartition : très sporadique en Europe.
- Envergure du mâle : 15 à 18 mm.
- Période de vol : de mai à septembre.
- Habitat : bois de conifères.
- Plantes-hôtes : Pinus.